# Matollar dens i bosc de Santa Helena
El matollar dens i bosc de Santa Helena és una ecoregió de l'ecozona afrotropical, definida per WWF, constituïda per l'illa de Santa Helena, al sud de l'oceà Atlàntic.

## Descripció
Es tracta d'una ecoregió de sabana amb una extensió total d'uns 122 quilòmetres quadrats. És una illa volcànica d'uns 14 milions d'anys d'antiguitat, amb alts penya-segats i profundes valls excavades per l'erosió.
El clima és sec i subtropical.

## Flora
Els boscos que antigament cobrien les altures de l'illa, formats principalment per l'arbre de les asteràcies Commidendrum robustum, han desaparegut pràcticament a causa primer a la introducció de cabres i després per la tala massiva. La major part de l'illa està coberta per pastures, plantacions abandonades de lli de Nova Zelanda (Phormium), boscos repoblats i matoll; s'han introduït moltes espècies de plantes exòtiques, com la figuera de moro Opuntia vulgaris, la Lantana camara, el pebrer de Brasil (Schinus terebinthifolius), Chrysanthemoides monilifera, la savina de Bermuda (Juniperus bermudiana), el cànem de Maurici (Furcraea gigantea), el pi roig (Pinus pinaster), el pitòspor del Cap (Pittosporum viridiflorum), l'ungla de gat (Carpobrotus edulis), el guarà groc (Tecoma stans) i la mimosa de tot l'any (Acacia longifolia).

## Fauna
No hi ha mamífers ni rèptils nadius.

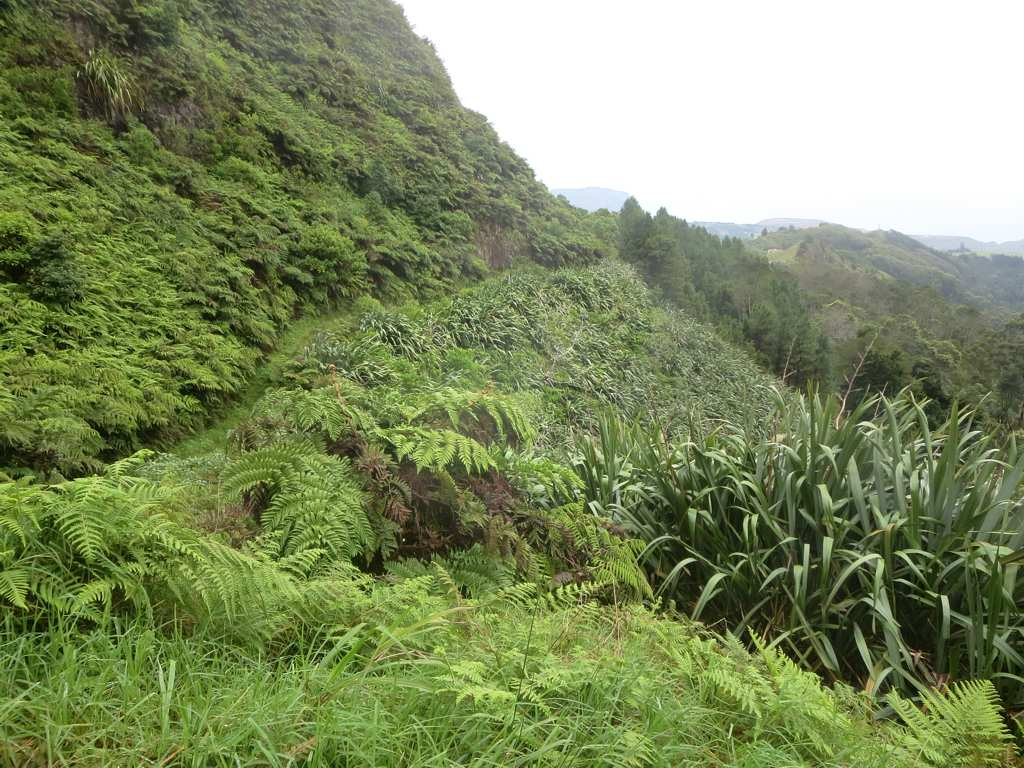
Ruta a peu pel Parc Natural Diana's Peak, flanquejat per fòrmius i falgueres

## Endemismes
Almenys quatre aus terrestres endèmiques s'han extingit en temps històrics: dos ràl·lids no voladors, un cucúlid i un upúpid. També és endèmic el corriol de Santa Helena (Charadrius sanctaehelenae).
Hi ha moltes espècies endèmiques d'invertebrats, entre elles 157 escarabats i la tisoreta de Santa Helena (Labidura herculeana), la més gran del món, que pot superar els 8 centímetres de longitud.
Entre les 60 espècies de plantes endèmiques cal destacar la falguera arborescent Dicksonia arborescens, l'esterculiàcia Trochetiopsis ebenus, l'olivera de Santa Helena (Nesiota elliptica) i les asteràcies Commidendrum spurium i Commidendrum rotundifolium.

## Estat de conservació
En perill crític. Menys de l'1% de la superfície de l'illa conserva la seva vegetació original.
Al novembre de 2011, es va signar un acord entre el govern britànic i la companyia d'enginyeria civil sud-africana Basil Read i va programar que l'aeroport estigués obert al febrer de 2016 amb vols des de i cap a Sud-àfrica i el Regne Unit.
El turisme en augment, una vintena d'hotels no gaire grans, cases d'acollida d'hostes i un camp de golf amenaça una regió semidesèrtica que encara conserva vegetació nativa.

## Protecció
Existeixen diverses àrees protegides i un parc nacional: Diana 's Peak. El parc nacional de Diana's Peak es va posar en marxa el març de 1996, abastant la zona dels tres pics més alts de l'illa; una superfície total de 81 hectàrees. Actualment forma part de les àrees nacionals de conservació. La major part de la zona restringida és un bosc natural, tot i que encara hi ha moltes zones del lli de Nova Zelanda que s'estan eliminant constantment.

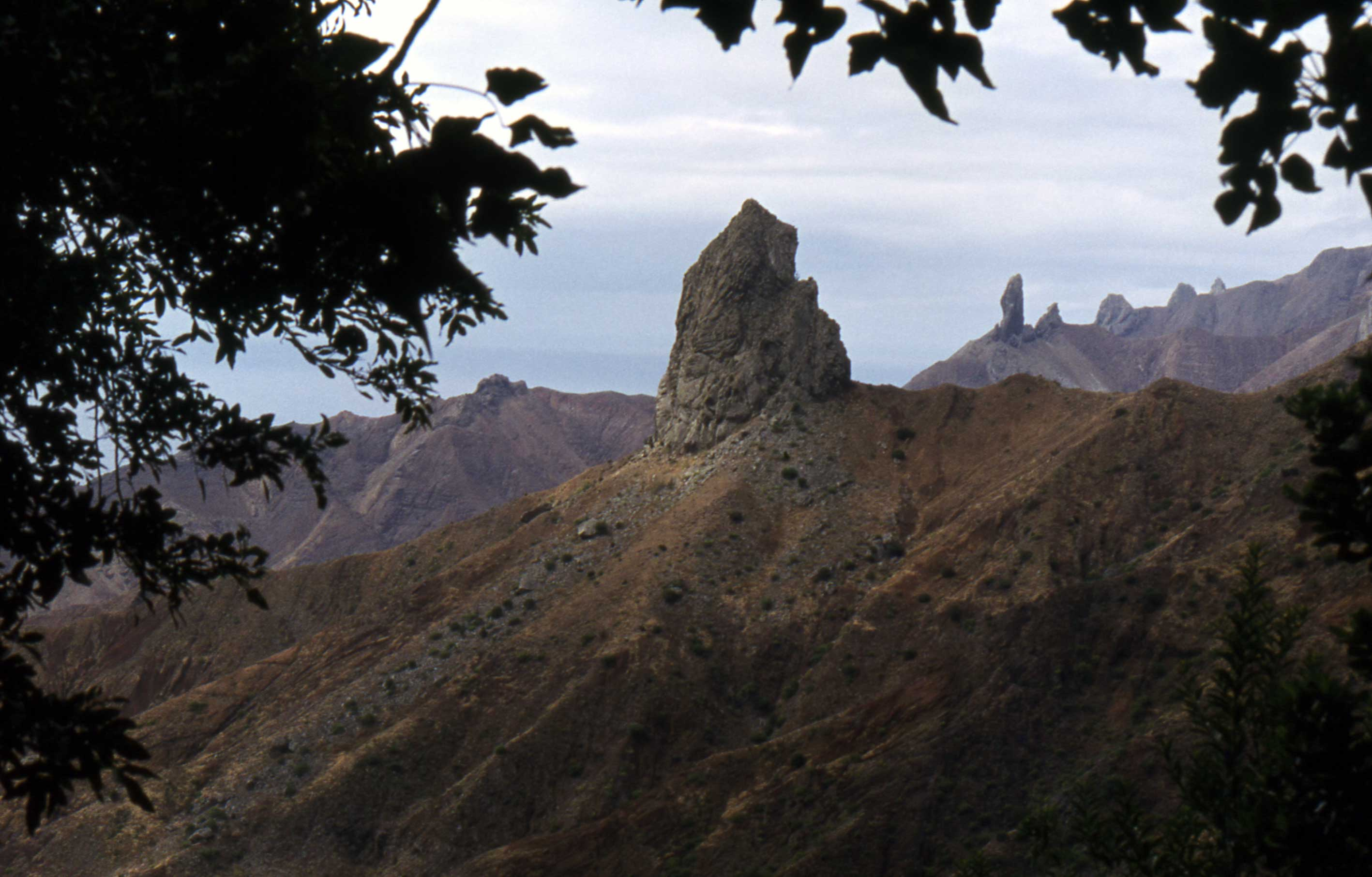
Pics de Lot i la dona de Lot
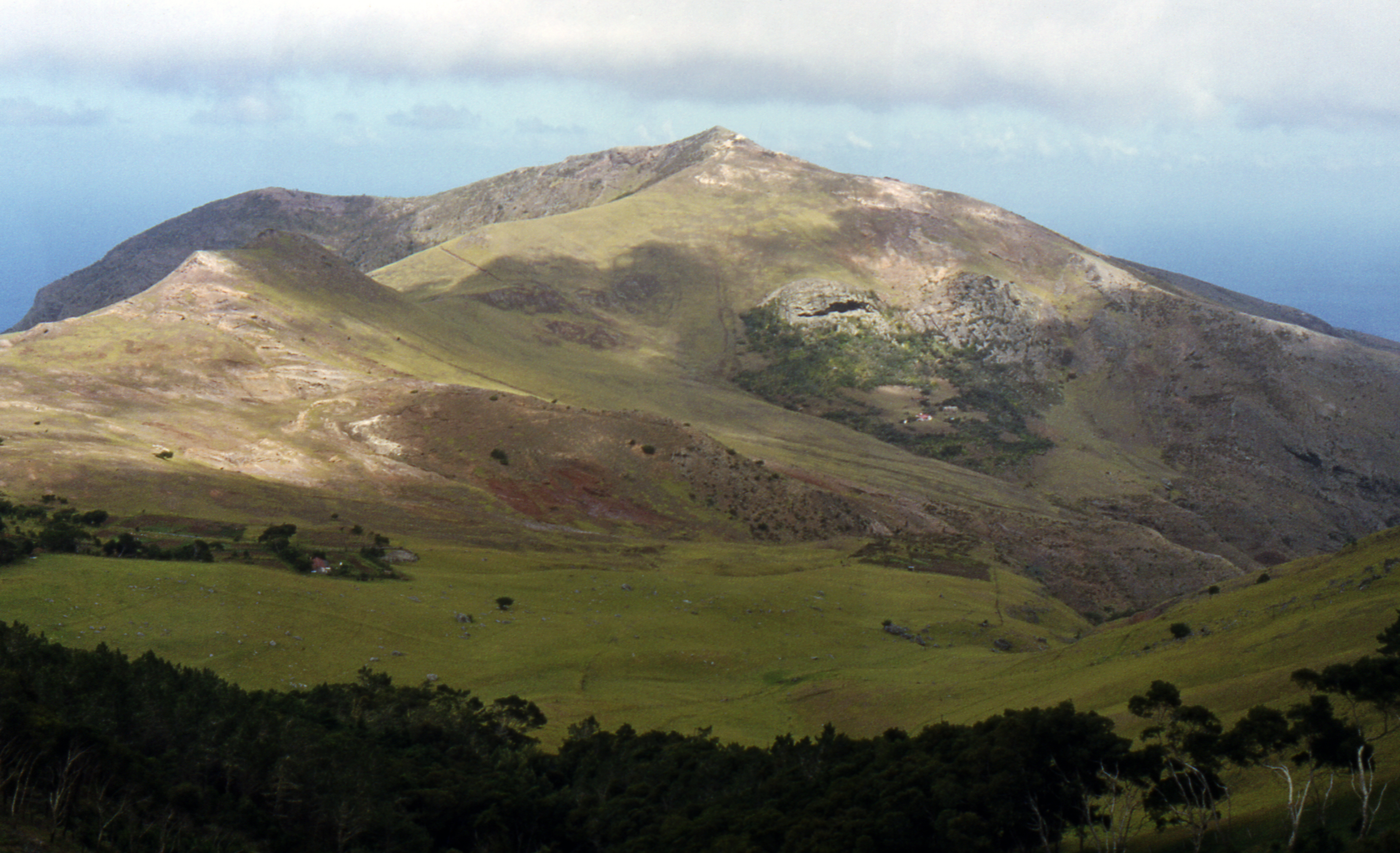
Vista del cim del massís que ocupa quasi tota l'illa (1982-1985)
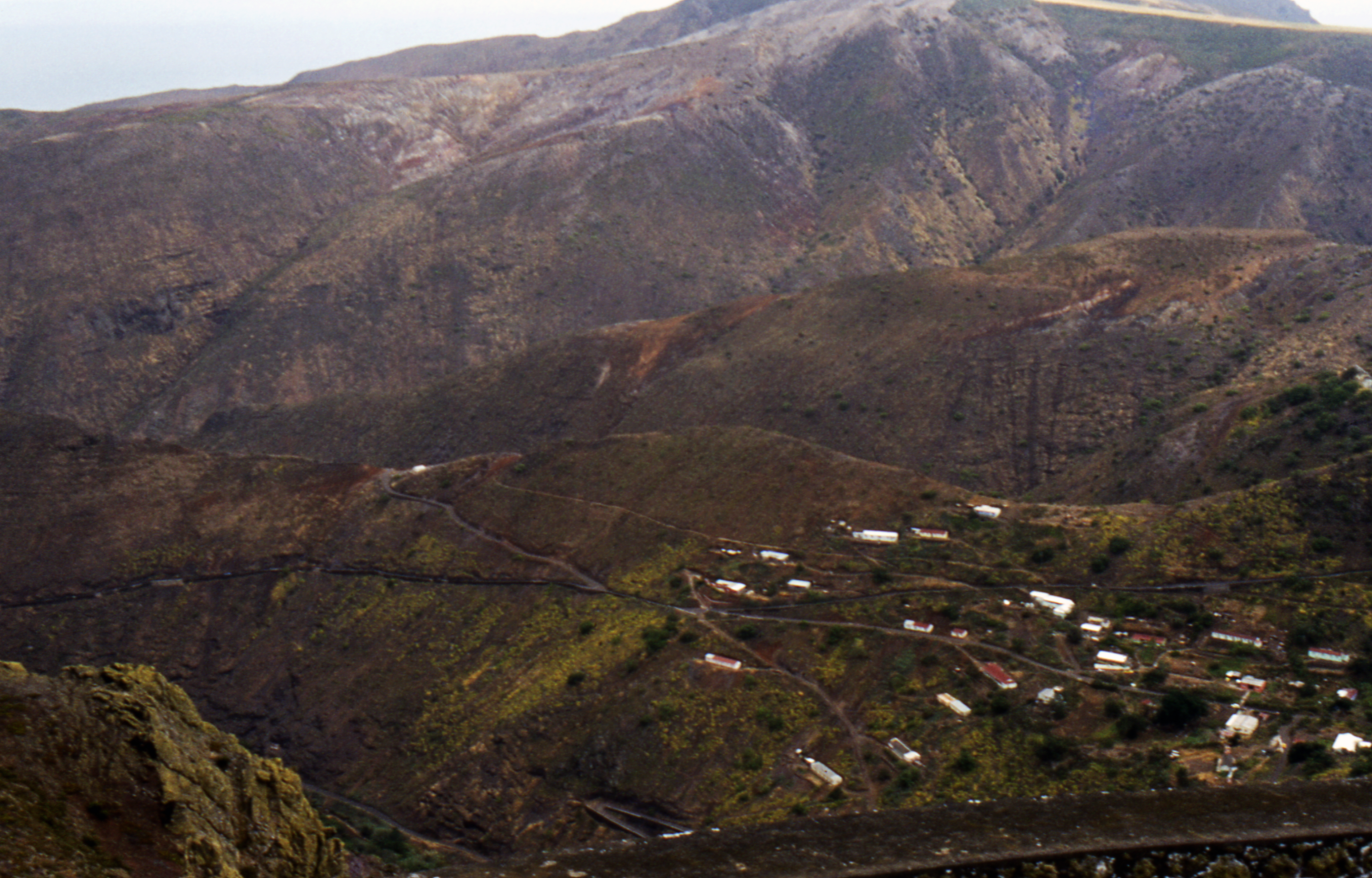
Paisatge interior de l'illa presa durant 1982-85 on es veu la manca de coberta arbòria